# Kalvárie v Colmaru
Kalvárie je historická památka, která se nachází ve městě Colmar, ve francouzském departementu Haut-Rhin. Stojí na 135 rue du Ladhof. Původně byla před kaplí starého městského hřbitova, v těsné blízkosti kolegiátního kostela svatého Martina. V návaznosti na stavbu strážnice, byla přenesena do nového hřbitova svaté Anny roku 1576. Na současném místě je od roku 1805. Zobrazuje tři biblické postavy: Krista na kříži, Pannu Marii a svatého Jana. Autora tohoto díla nebylo možné s jistotou určit: Hans Bongartz nebo Jörg Müglich.
Mezi historické památky patří od 16. října 1930.